# メンヒスロート
メンヒスロート (ドイツ語: Mönchsroth) とは、ドイツ連邦共和国バイエルン州ミッテルフランケンのアンスバッハ郡の町村（以下、本項では便宜上「町」と記述する）で、ヴィルブルクシュテッテン行政共同体の一員である。

## 地理

### 位置
この町は、バーデン＝ヴュルテンベルク州との州境に位置している。ヴェルニッツ川の支流であるロータハ川がメンヒスロートの集落を貫いて流れている。

### 自治体の構成
この町は、公式には6つの地区 (Ort) からなる。このうち小集落や孤立農場などを除く集落を以下に列記する。
- ディーダーシュテッテン
- ハッセルバッハ
- メンヒスロート
- ヴィンネッテン

## 行政

### 議会
メンヒスロートの町議会は、12議席で、これに町長が加わる。

### 紋章
金の横帯で青地と赤地に上下に分割。上部は、横向きの金の修道院長杖を爪でつかんだ銀の鷲。下部は銀のアンドレアスクロイツ（×印）。

## 文化と見所

### 建築
- リーメスの監視塔
- ベネディクト会のメンヒスロート聖ペーター＝パウル修道院教会
- 旧シナゴーグ（1761年）

## 経済と社会資本

### 交通
メンヒスロートは、ドイツ・リーメス街道の一部である連邦道B25号線の3km西に位置している。

## 出身者
- ヨハン・レオンハルト・ドーバー（1706年3月7日 メンヒスロート - 1766年4月1日 ヘルンフート）宣教師

## 引用
1. ↑  https://www.statistikdaten.bayern.de/genesis/online?operation=result&code=12411-003r&leerzeilen=false&language=de Genesis-Online-Datenbank des Bayerischen Landesamtes für Statistik Tabelle 12411-003r Fortschreibung des Bevölkerungsstandes: Gemeinden, Stichtag (Einwohnerzahlen auf Grundlage des Zensus 2011)
2. ↑  Bayerische Landesbibliothek Online